# Copa dels Pirineus de 1912
Tercera edició de la Copa dels Pirineus o Challenge Internacional del Sud de França disputada l'any 1912.

## Quadre de competició
|  | Vuitens de final             | Vuitens de final     |                       |   | Quarts de final | Quarts de final |  |  | Semifinals | Semifinals |  |  | Final | Final |
|  |                              |                      |                       |   |                 |                 |  |  |            |            |  |  |       |       |
|  |                              |                      |                       |   |                 |                 |  |  |            |            |  |  |       |       |
|  |                              |                      |                       |   |                 |                 |  |  |            |            |  |  |       |       |
|  |                              |                      |                       |   |                 |                 |  |  |            |            |  |  |       |       |
|  | 10 març - Barcelona          |                      |                       |   |                 |                 |  |  |            |            |  |  |       |       |
|  |                              |                      |                       |   |                 |                 |  |  |            |            |  |  |       |       |
|  | FC Barcelona                 | 3                    |                       |   |                 |                 |  |  |            |            |  |  |       |       |
|  | FC Barcelona                 | 3                    |                       |   |                 |                 |  |  |            |            |  |  |       |       |
|  |                              |                      | RCD Espanyol          | 2 |                 |                 |  |  |            |            |  |  |       |       |
|  |                              |                      | RCD Espanyol          | 2 |                 |                 |  |  |            |            |  |  |       |       |
|  |                              |                      | 28 abril - Barcelona  |   |                 |                 |  |  |            |            |  |  |       |       |
|  |                              |                      |                       |   |                 |                 |  |  |            |            |  |  |       |       |
|  | FC Barcelona                 |                      |                       |   |                 |                 |  |  |            |            |  |  |       |       |
|  | 17 març - Seta               |                      |                       |   |                 |                 |  |  |            |            |  |  |       |       |
|  |                              | Sporting Club Nîmois |                       |   |                 |                 |  |  |            |            |  |  |       |       |
|  | Sporting Club Nîmois         | 3                    |                       |   |                 |                 |  |  |            |            |  |  |       |       |
|  | Sporting Club Nîmois         | 3                    | 21 abril - Nimes      |   |                 |                 |  |  |            |            |  |  |       |       |
|  | Olympique Cettois            | 1                    |                       |   |                 |                 |  |  |            |            |  |  |       |       |
|  | Olympique Cettois            | 1                    | Sporting Club Nîmois  | 6 |                 |                 |  |  |            |            |  |  |       |       |
|  |                              |                      | Sporting Club Nîmois  | 6 |                 |                 |  |  |            |            |  |  |       |       |
|  |                              |                      | Olympique de Marsella | 2 |                 |                 |  |  |            |            |  |  |       |       |
|  |                              |                      | Olympique de Marsella | 2 |                 |                 |  |  |            |            |  |  |       |       |
|  |                              |                      | 5 maig – Tolosa       |   |                 |                 |  |  |            |            |  |  |       |       |
|  |                              |                      |                       |   |                 |                 |  |  |            |            |  |  |       |       |
|  | FC Barcelona                 | 5                    |                       |   |                 |                 |  |  |            |            |  |  |       |       |
|  | FC Barcelona                 | 5                    | 17 març - Bordeus     |   |                 |                 |  |  |            |            |  |  |       |       |
|  |                              | Stade Bordelais      | 3                     |   |                 |                 |  |  |            |            |  |  |       |       |
|  | Stade Bordelais              | Stade Bordelais      | 3                     | 5 |                 |                 |  |  |            |            |  |  |       |       |
|  | Stade Bordelais              | 21 abril - Tolosa    |                       | 5 |                 |                 |  |  |            |            |  |  |       |       |
|  | La Comète et Simiot Bordeaux | 2                    |                       |   |                 |                 |  |  |            |            |  |  |       |       |
|  | La Comète et Simiot Bordeaux | 2                    | Stade Bordelais       | 1 |                 |                 |  |  |            |            |  |  |       |       |
|  |                              |                      | Stade Bordelais       | 1 |                 |                 |  |  |            |            |  |  |       |       |
|  |                              |                      | Stade Toulousain      | 0 |                 |                 |  |  |            |            |  |  |       |       |
|  |                              |                      | Stade Toulousain      | 0 |                 |                 |  |  |            |            |  |  |       |       |
|  |                              |                      | 28 abril - Bordeus    |   |                 |                 |  |  |            |            |  |  |       |       |
|  |                              |                      |                       |   |                 |                 |  |  |            |            |  |  |       |       |
|  | Stade Bordelais              |                      |                       |   |                 |                 |  |  |            |            |  |  |       |       |
|  |                              |                      |                       |   |                 |                 |  |  |            |            |  |  |       |       |
|  |                              |                      | Reial Societat        |   |                 |                 |  |  |            |            |  |  |       |       |
|  |                              |                      |                       |   |                 |                 |  |  |            |            |  |  |       |       |
|  |                              |                      |                       |   |                 |                 |  |  |            |            |  |  |       |       |
|  |                              |                      |                       |   |                 |                 |  |  |            |            |  |  |       |       |
|  |                              |                      |                       |   |                 |                 |  |  |            |            |  |  |       |       |
|  |                              |                      |                       |   |                 |                 |  |  |            |            |  |  |       |       |
|  |                              |                      |                       |   |                 |                 |  |  |            |            |  |  |       |       |
|  |                              |                      |                       |   |                 |                 |  |  |            |            |  |  |       |       |
|  |                              |                      |                       |   |                 |                 |  |  |            |            |  |  |       |       |
|  |                              |                      |                       |   |                 |                 |  |  |            |            |  |  |       |       |
|  |                              |                      |                       |   |                 |                 |  |  |            |            |  |  |       |       |

## Vuitens de Final
| Sporting Club Nîmois | 3 - 1 | Olympique Cettois |
| -------------------- | ----- | ----------------- |
|                      | [ 2 ] |                   |

 Stade Casernes, Seta
| Stade Bordelais UC | 5 - 2 | La Comète et Simiot Bordeaux |
| ------------------ | ----- | ---------------------------- |
|                    | [ 2 ] |                              |

 Stade Sainte-Germaine, Bordeus

## Quarts de Final
| FC Barcelona | 3 - 2 | RCD Espanyol |
| --- | ----- | --- |
| Patttullo Steel · Reñé · Irízar, Amechazurra · Rositzky, Lambe, Wilson · Rodríguez, Steel, Pattullo, Summer, Peris | [ 3 ] | Burnett Hodge · Gibert · C. Wallace, S. Massana · De la Riva, Gibson, Sampere · Allack, P. Wallace, Hodge, Burnett, C. Comamala |

Després del partit, l'Espanyol presentà una protesta formal davant la USFSA per l'arbitratge de Hamilton. La protesta de l'Espanyol fou desestimada.
| Sporting Club Nîmois             | 6 - 2 | Olympique de Marseille |
| -------------------------------- | ----- | ---------------------- |
| Coustou Prévost Tixador Giless ? | [ 2 ] | ?                      |

| Stade Bordelais UC | 1 - 0 | Stade Toulousain |
| ------------------ | ----- | ---------------- |
|                    | [ 2 ] |                  |

 Stade Ponts-Jumeaux, Tolosa de Llenguadoc
| Reial Societat | Classificat directe | Bye |
| -------------- | ------------------- | --- |
|                |                     |     |

## Semifinals
Nimes i Reial Societat renunciaren a jugar les semifinals.
| Stade Bordelais UC | n.p.  | Reial Societat |
| ------------------ | ----- | -------------- |
|                    | [ 2 ] |                |

 Stade Sainte-Germaine, Bordeus
| FC Barcelona | n.p.  | Sporting Club Nîmois |
| ------------ | ----- | -------------------- |
|              | [ 2 ] |                      |

 Estadi Carrer Indústria, Barcelona

## Final
| FC Barcelona | 5 - 3 | Stade Bordelais UC                                                                            |
| --- | ----- | --------------------------------------------------------------------------------------------- |
| Morales Massana Rodríguez · L. Peris · Irízar, Amechazurra · Berdié, Massana, Wilson · Armet, Rodríguez, Steel, Morales, E. Peris | [ 7 ] | ? · Gleuck · Hauret, Lucas · Blummer, Mimaud, Plaud · Lassalle, Gregi, Gros, Fuentes, Cazeaux |

| Campió de la Copa dels Pirineus 1912 |
| ------------------------------------ |
| FC Barcelona Tercer títol            |